# Aéroport de Manitouwadge
L'aéroport de Manitouwadge est un aéroport situé en Ontario, au Canada.